# Marv
(Frank Miller, Sin City, vol. II - Una donna per cui uccidere, cap. 4 p. 99.)
Marv è un personaggio immaginario della graphic novel di Frank Miller Sin City.
Frank Miller, creatore della serie di Sin City, definì questo personaggio un Conan in a trench coat, un Conan il barbaro in trench. Marv, di cui non si conosce il cognome, è il protagonista del volume I (Un duro addio), e ricompare sia nel volume II (Una donna per cui uccidere) come aiutante di Dwight McCarthy sia in due storie del volume VI (Alcol, pupe & pallottole).

## Storia
Della vita di Marv si sa che ha in vita la madre, cui è molto affezionato e che vive chiusa in una vecchia casa buia nel centro di Basin City; rimasto mentalmente per alcuni versi quasi allo stadio infantile, Marv è molto legato ad una vecchia pistola, una Colt M1911 che chiama Gladys, custodita teneramente sotto il proprio letto. Rinchiuso in carcere alcuni anni, all'uscita è stato affidato all'assistente sociale Lucille che lo segue costantemente, curandolo a volte con pillole di farmaci neurolettici. Marv da bambino ha frequentato una scuola di suore cattoliche, e possiamo dedurre che sia (o sia stato) religioso dal particolare del crocifisso che porta al collo e dal cameo in cui entra in una chiesa dove poi ucciderà un sacerdote confessore. Marv è anche l'uccisore, tra gli altri, del cardinale Pathrick Henry Roark.

## Poteri e abilità
Marv è un uomo di grandi dimensioni ed è dotato di una forza fisica enorme con cui può far volare via un uomo con una mano sola e schiacciare un cranio a mani nude. Possiede anche una resistenza fisica sopra la norma riuscendo a sopravvivere a cadute da grandi altezze, essere investito più volte e addirittura resistere ad una scossa della sedia elettrica, salvo poi morire in seguito ad una seconda scossa. Marv è anche un abilissimo lottatore riuscendo ad affrontare da solo più nemici che unita alla sua enorme forza lo rende quasi impossibile da battere in uno scontro corpo a corpo. Tuttavia Marv ha la confusione mentale il che lo porta a perdere la memoria a breve e a lungo termine e ad avere allucinazioni, per questo Lucille lo cura con farmaci neurolettici.

## Altri media
Nella versione cinematografica del fumetto, girata da Robert Rodriguez nel 2005, il ruolo di Marv è interpretato da Mickey Rourke.